# Gargoyle Saxum
Il Gargoyle Saxum è una struttura geologica della superficie di 101955 Bennu.